# Luke Robinson
Pour les articles homonymes, voir Robinson.

a Compétitions nationales et continentales officielles uniquement.

b Matchs officiels uniquement.
Luke Robinson, né le 25 juillet 1984 à Halifax (Angleterre), est un ancien joueur anglais de rugby à XIII reconverti en tant qu'entraineur.
Il évolue en tant que joueur au poste de demi d'ouverture, demi de mêlée ou talonneur. Formé à Wigan, c'est avec ce club qu'il effectue la première partie de sa carrière où les blessures d'Adrian Lam lui permettent de disputer les finales de la Super League en 2003 et de la Challenge Cup en 2004, entrecoupé d'un prêt à Castleford. Il rejoint en 2005 Salford pour trois années atteignant dans un premier temps le plus haut classement du club en Super League mais ne peut empêcher la relégation en 2007. Il décide alors de rejoindre Huddersfield avec lesquels il dispute plus de 200 rencontres et dispute une nouvelle finale de la Challenge Cup en 2009.
Parallèlement, grâce à ses performances en club, il est appelé en sélection d'Angleterre, tout d'abord en 2004 avec un titre de Coupe d'Europe des nations, puis en 2010 pour disputer le Tournoi des Quatre Nations.
Après sa carrière sportive, il prend en tant qu'entraîneur les destinées d'équipes jeunes d'Huddersfield avant d'en être nommé entraîneur de l'équipe première à compter de 2021 après la démission de Simon Woolford.

## Palmarès

### En tant que joueur
- Collectif :
  - Vainqueur de la Coupe d'Europe des nations : 2004 (Angleterre).
  - Finaliste de la Super League : 2003 (Wigan).
  - Finaliste de la Challenge Cup : 2004 (Wigan) et 2009 (Huddersfield).

### Détails en sélection
| 1. | 24 octobre 2004 | Russie               | 98-4  | Coupe d'Europe | Demi de mêlée | 8 | 2 | - | - |
| 2. | 30 octobre 2004 | France               | 42-4  | Coupe d'Europe | Demi de mêlée | - | - | - | - |
| 3. | 7 novembre 2004 | Irlande              | 36-12 | Coupe d'Europe | Demi de mêlée | - | - | - | - |
| *. | 16 octobre 2010 | Māori                | 18-18 | Amical         | Remplaçant    | - | - | - | - |
| 4. | 23 octobre 2010 | Nouvelle-Zélande     | 10-24 | Quatre Nations | Remplaçant    | - | - | - | - |
| 5. | 31 octobre 2010 | Australie            | 14-34 | Quatre Nations | Demi de mêlée | 4 | 1 | - | - |
| 6. | 6 novembre 2010 | Papouas.-Nlle-Guinée | 36-10 | Quatre Nations | Demi de mêlée | 8 | 2 | - | - |